# Scurta (okręg Marusza)
Scurta – wieś w Rumunii, w okręgu Marusza, w gminie Pogăceaua. W 2011 roku liczyła 26 mieszkańców.